# Kathleen Antonelli

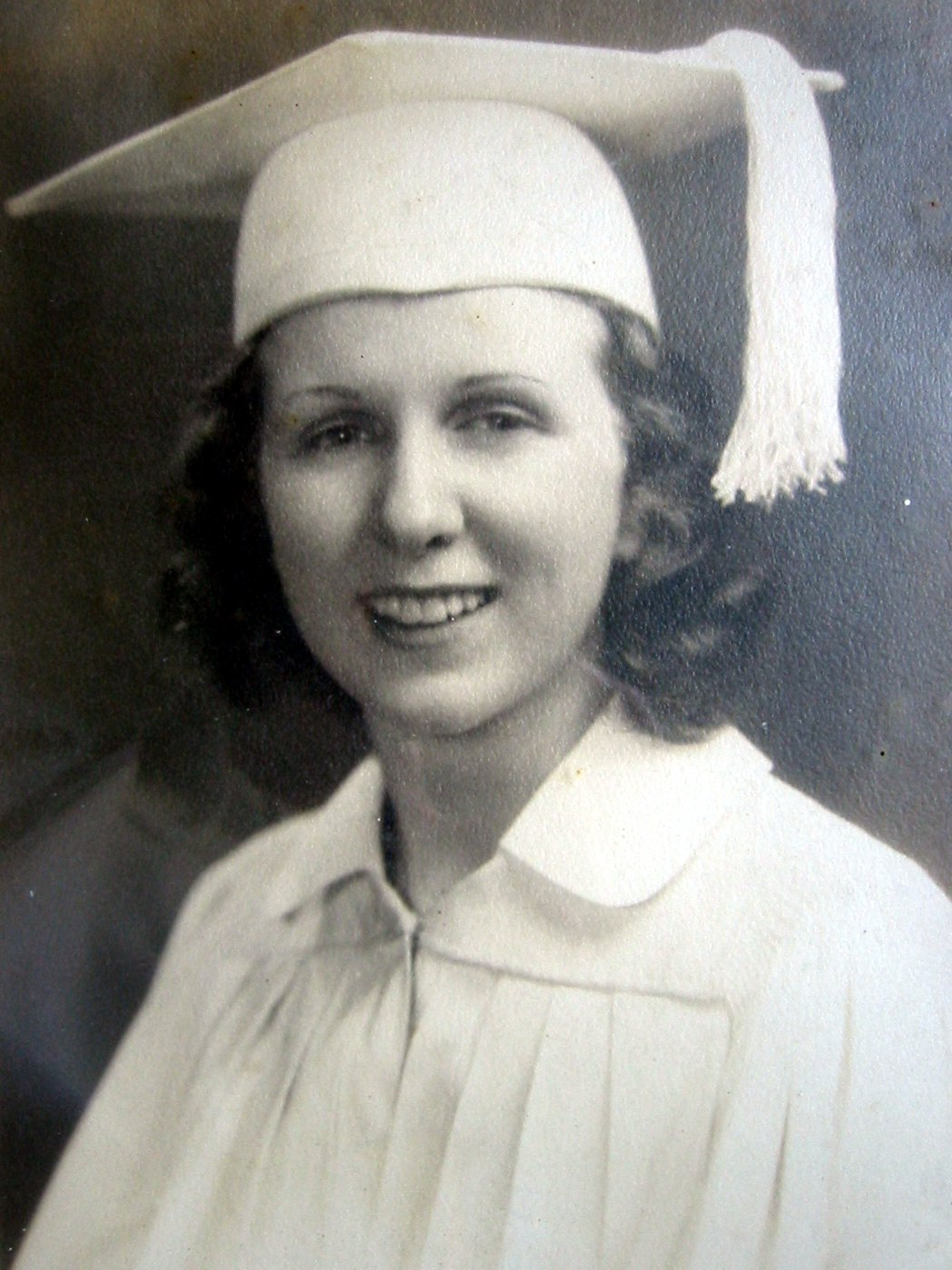
Kathleen McNulty, 1938

Kathleen „Kay“ McNulty Mauchly Antonelli (* 12. Februar 1921 in Creeslough, Irland; † 20. April 2006 in Wyndmoor, Pennsylvania, USA) war eine irisch-amerikanische Programmiererin und eine der sechs ursprünglichen Programmiererinnen des Electronic Numerical Integrator and Computer (ENIAC), des ersten universell einsetzbaren elektronischen Digitalrechners.

## Frühes Leben und Ausbildung
Nach dem Besuch der Hallahan Catholic Girls High School in Philadelphia schloss sie im Juni 1942 am Chestnut Hill College für Frauen mit einem Diplom in Mathematik ab. Während ihres dritten Jahres am College begab sich Kathleen auf Arbeitssuche, wohl wissend, dass sie zwar auf dem Gebiet der Mathematik tätig sein wollte, aber auf keinen Fall als Lehrerin.
Sie erfuhr, dass in der Versicherungsbranche Möglichkeiten bestanden, mit einem Master-Abschluss versicherungsmathematische Positionen zu bekleiden. Diese Positionen wurden damals jedoch nur selten an Frauen vergeben, weswegen sie an so vielen Business-Trainingskursen (Buchhaltung, Geld und Bankwesen, Recht, Wirtschaft und Statistik) wie nur möglich teilnahm.

## Weitere Karriere

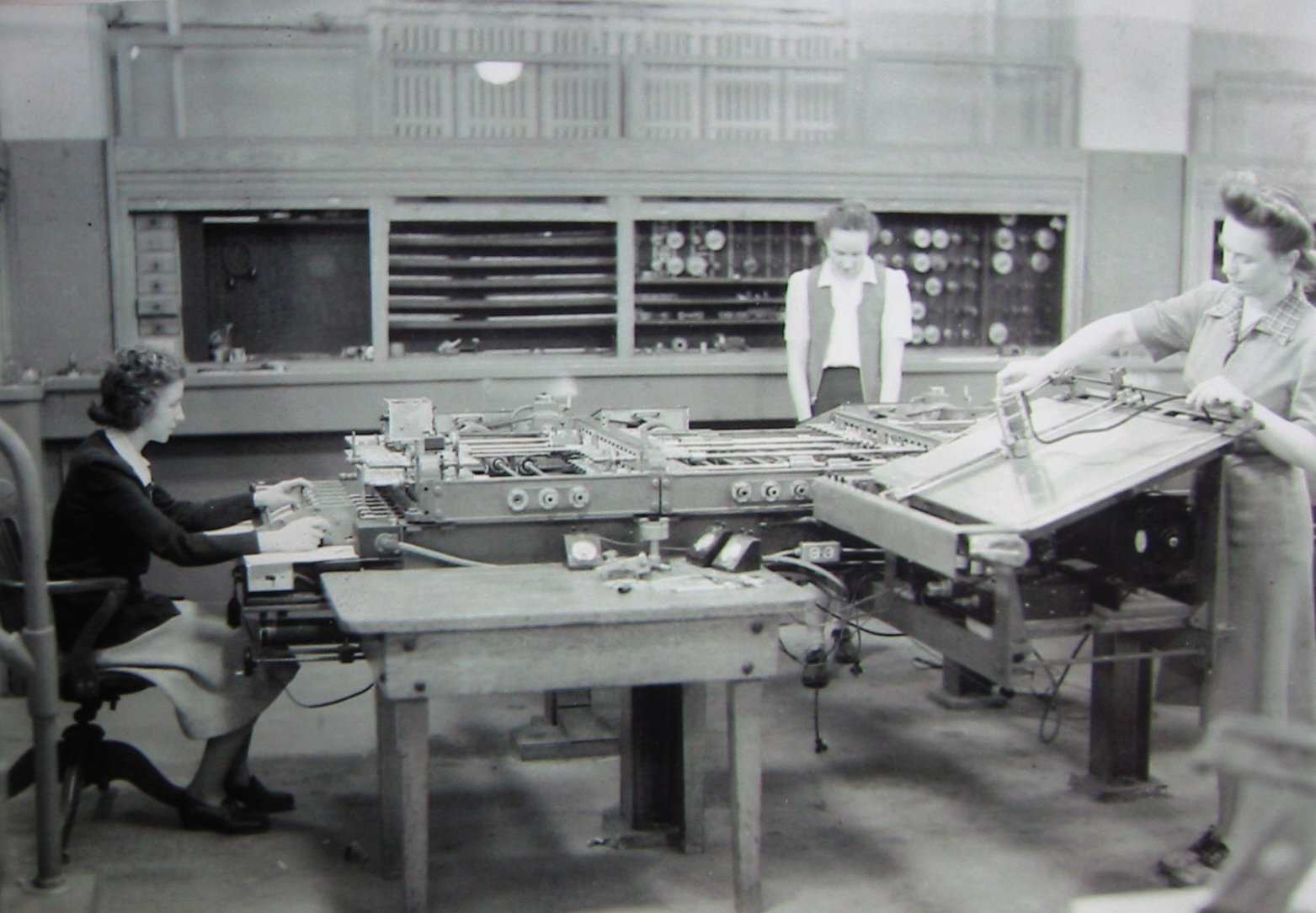
Kay McNulty, Alyse Snyder und Sis Moignon arbeiten am Differentialanalysator im Keller des „Moore School of Electrical Engineering“, University of Pennsylvania, Philadelphia, zwischen 1942 und 1945.

Zwischen 1943 und 1946 wurde der ENIAC zur Berechnung von ballistischen Flugbahnen für die United States Army entwickelt. Im Juni 1945 wurde Kathleen zusammen mit weiteren Frauen wie Betty Snyder, Marlyn Wescoff und Ruth Lichterman als eine der ersten Programmiererinnen ausgewählt. Im Juni und August 1945 erhielt sie eine Ausbildung bei Aberdeen Proving Grounds für IBM-Lochkarten-Geräte, die für den ENIAC verwendet werden sollten. Durch die Verwendung dieser Lochkartengeräte war ENIAC in der Lage, die gleichen ballistischen Berechnungen in etwa 10 Sekunden abzuschließen.
Es lag in der Verantwortung der Frauen die Abfolge von Schritten für die Berechnungen zu vervollständigen und den ENIAC einzurichten. Früh begann sie sich für die Arbeiten (Programmierung) von ENIAC-Ingenieuren wie Arthur Burks zu interessieren.

## Spätes Leben und Tod
Ihr erster Mann John Mauchly, einer der Entwickler des ENIAC, starb 1980 nach langer Krankheit. Nach Mauchlys Tod hielt Kathleen zum Thema ENIAC mehrfach Vorträge (häufig zusammen mit ihrer Kollegin und sehr guten Freundin Jean Bartik) und stand für Interviews mit Reportern und Forschern zur Verfügung.
Im Jahr 1985 heiratete sie den Fotografen Severo Antonelli, der an der Parkinson-Krankheit litt und 1996 starb. Während dieser Zeit erlitt Kathleen einen Herzinfarkt, wovon sie sich aber wieder vollständig erholte. Im Jahre 1997 wurde sie zusammen mit den anderen ursprünglichen ENIAC-Programmiererinnen in die Women Technology International Hall of Fame aufgenommen. Vom Chestnut Hill College erhielt sie den Ehrendoktortitel.
Bei Kathleen Antonelli wurde im Frühjahr 2006 inoperabler Krebs diagnostiziert. Sie starb im April des Jahres im Alter von 85 Jahren.